# قوری نمک
قوری نمک (انگلیسی: Salt pig) ظرفی است که برای نگهداری نمک استفاده می‌شود تا بتوان به‌آسانی نمک را از آن با قاشق و انگشتان برداشت. قوری نمک عموماً سرامیکی، چینی یا سفالی است. نمونۀ سفالی آن می‌تواند به جلوگیری از گلوله‌گلوله‌شدن نمک در آشپزخانه‌های مرطوب کمک کند.

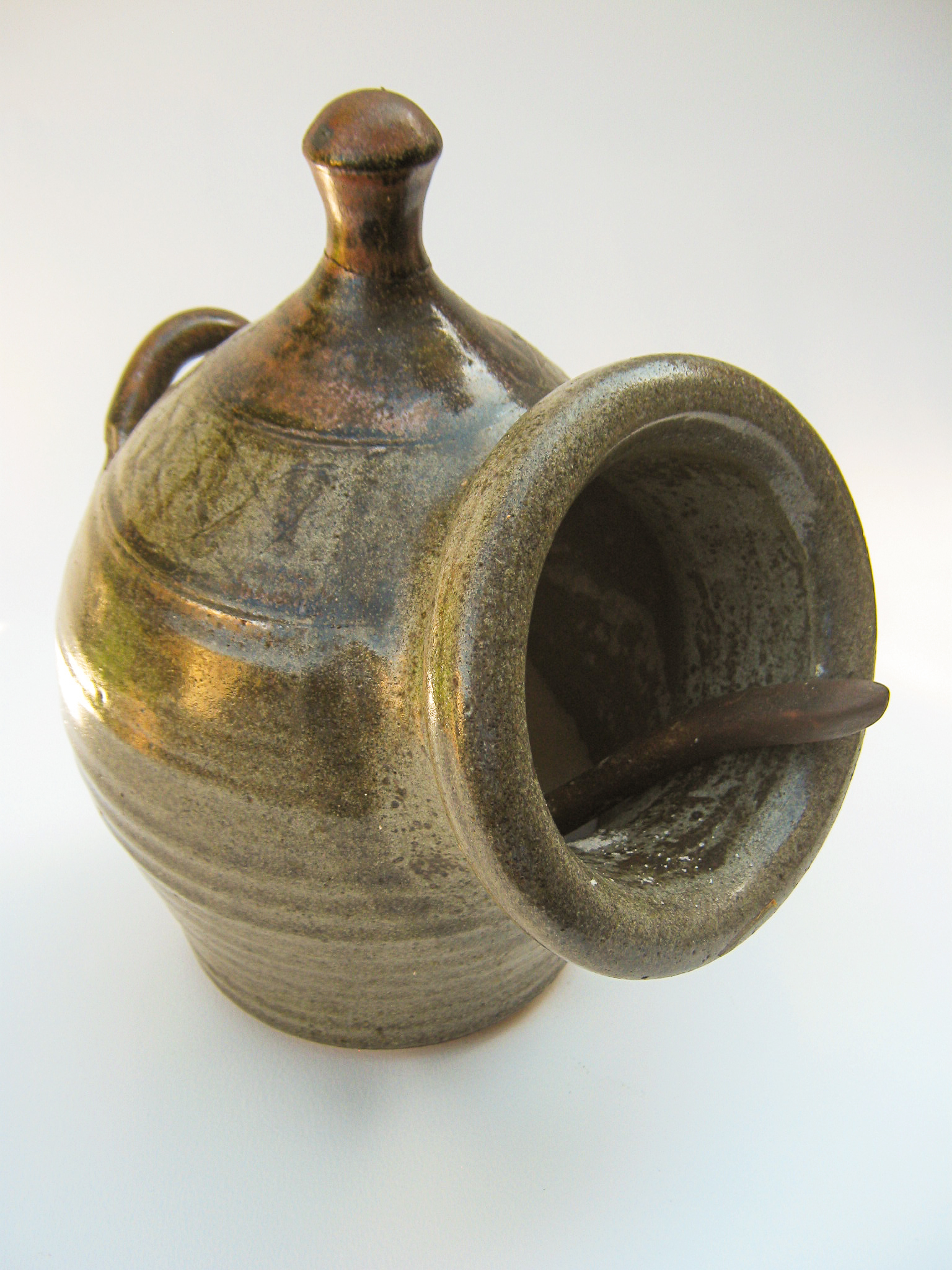
یک نوع قوری نمک